# Wieland Wünsche
Wieland Wünsche (* 18. November 1955) ist ein ehemaliger Fußballspieler des DDR-Fußballspielbetriebs. Mit Fortschritt Bischofswerda spielte er in der Saison 1986/87 in der DDR-Oberliga, der höchsten Spielklasse des DDR-Fußball-Verbandes. 
Der 1,83 m große Wünsche, von Beruf Fleischer, kam mit 22 Jahren 1978 zur DDR-Liga-Mannschaft der Betriebssportgemeinschaft (BSG) Fortschritt Bischofswerda. Dort spielte bis zu seinem Laufbahnende als Stürmer. In den Spielzeiten 1979/80, 1981/82 und 1983/84 wurde er jeweils mit elf Meisterschaftstoren Torschützenkönig seiner Mannschaft. Als Bischofswerda in der Saison 1985/86 überraschend den Aufstieg in die Oberliga schaffte, war Wünsche bereits 31 Jahre alt und gehörte nicht mehr zum Spielerstamm. Er war nur mit zwei Punktspieleinsätzen am Aufstiegserfolg beteiligt. In der Oberligasaison 1986/87 bestritt er 14 der 26 ausgetragenen Punktspiele, stand aber nur siebenmal in der Anfangself, in der er als Stürmer aufgeboten wurde. Bei seinen Oberliga-Einsätzen kam er nur zu einem Torerfolg. Die BSG Fortschritt konnte sich nur eine Spielzeit lang in der Oberliga halten und spielte ab 1987/88 wieder weiterhin mit Wünsche in der DDR-Liga. In der Saison 1988/89 gelang der Mannschaft zum zweiten Mal der Aufstieg in die Oberliga, Wünsche war erneut daran beteiligt. Als 33-Jähriger beendete er aber nach Saisonende seine Laufbahn als Leistungsfußballspieler. 